# ياني تانسكا
ياني تانسكا (بالفنلندية: Jani Tanska)‏ (29 يوليو 1988 في فنلندا - ) هو لاعب كرة قدم فنلندي في مركز الدفاع. شارك مع منتخب فنلندا تحت 21 سنة لكرة القدم ومنتخب فنلندا لكرة القدم. أما مع النوادي، فقد لعب مع ميبا ونادي آسيريسكا ونادي توركو ونادي فآسا ونادي لاهتي ونادي لين وFC KooTeePee ‏ وTampereen Peli-Pojat-70 ‏ وKotkan Työväen Palloilijat ‏ وFF Jaro ‏.

## وصلات خارجية
- ياني تانسكا على موقع قاعدة بيانات كرة القدم.إي يو (الإنجليزية)
- ياني تانسكا على موقع ناشيونال فوتبول تيمز (الإنجليزية)
- ياني تانسكا على موقع Soccerway.com (الإنجليزية)
- ياني تانسكا على موقع عالم كرة القدم.نت (الإنجليزية)